# Colletes anchusae
Colletes anchusae là một loài Hymenoptera trong họ Colletidae. Loài này được Noskiewicz mô tả khoa học năm 1924.